# Seznam španskih alpinistov
Seznam španskih alpinistov.

## M
- Sergi Mingote

## N
- Ernesto Navarro

## O
- Juan Oiarzabal

## P
- Edurne Pasaban Lizarribar

## R
- Alberto Rabadá